# Муньос, Альмудена
Альмуде́на Муньо́с Марти́нес (исп. Almudena Muñoz Martínez; 4 ноября 1968, Валенсия) — испанская дзюдоистка полулёгкой весовой категории, выступала за сборную Испании в конце 1980-х — середине 1990-х годов. Чемпионка летних Олимпийских игр в Барселоне, чемпионка Европы, серебряный призёр чемпионата мира, победительница многих турниров национального и международного значения.

## Биография
Альмудена Муньос родилась 4 ноября 1968 года в городе Валенсия. Проходила подготовку в местном клубе единоборств «Ронин».
Впервые заявила о себе в 1986 году, став третьей в полулёгкой весовой категории на чемпионате Испании в Мадриде. Два года спустя заняла второе место в зачёте испанского национального первенства и попала в основной состав испанской национальной сборной. В 1989 году дебютировала в Кубке мира, получила бронзу на международном турнире класса «А» в Софии, одержала победу на студенческом чемпионате мира в Москве.
В 1991 году Муньос выиграла этап Кубка мира в Париже и побывала на домашнем чемпионате мира в Барселоне, где заняла в своём весовом дивизионе седьмое место. В следующем сезоне победила на этапе Кубка мира в Варшаве, стала второй в зачёте национального первенства и попала в число призёров на нескольких международных турнирах. Благодаря череде удачных выступлений удостоилась права защищать честь страны на летних Олимпийских играх 1992 года в Барселоне, куда женское дзюдо впервые было включено в качестве полноценной дисциплины. Одолела здесь всех своих соперниц, в том числе японку Норико Мидзогути в финале, и завоевала тем самым золотую олимпийскую медаль.
После победной барселонской Олимпиады Муньос осталась в основном составе дзюдоистской команды Испании и продолжила принимать участие в крупнейших международных турнирах. Так, в 1993 году она выступила на чемпионате Европы в Афинах, где стала чемпионкой в полулёгком весе, а также представляла страну на чемпионате мира в канадском Гамильтоне, где получила серебряную награду, проиграв в решающем поединке представительнице Кубы Легне Вердесии. Будучи в числе лидеров испанской национальной сборной, благополучно прошла квалификацию на Олимпийские игры 1996 года в Атланте — пыталась повторить успех четырёхлетней давности, однако в четвертьфинале проиграла польке Эве Ларисе Краузе, а в утешительных встречах за третье место была остановлена кубинкой Вердесией.
Последний раз Альмудена Муньос показала сколько-нибудь значимые результаты на международной арене в сезоне 1997 года, когда, победив в очередной раз на чемпионате Испании, выиграла затем бронзовую медаль на Средиземноморских играх в Бари, стала третьей на этапе Кубка мира в Будапеште и заняла пятое место на чемпионате Европы в бельгийском Остенде. Вскоре по окончании этих соревнований приняла решение завершить карьеру профессиональной спортсменки, уступив место в сборной молодым испанским дзюдоисткам.